# Каховське Море
Кахо́вське Мо́ре — вузлова проміжна залізнична станція Запорізької дирекції Придніпровської залізниці на перетині трьох ліній Таврійськ — Каховське Море, Українська — Каховське Море та Каховське Море — Енергодар між станціями Таврійськ (26 км) та Мала Білозерка (16 км). Розташована за 3 км від міста Дніпрорудне Василівського району Запорізької області

## Пасажирське сполучення
До російського вторгнення в Україну через станцію курсували приміські поїзди сполученням Запоріжжя — Енергодар. Наразі пасажирське сполучення тимчасово припинено.